# 弗赖恩施泰瑙
弗赖恩施泰瑙是德国黑森州的一个市镇。总面积65.67平方公里，总人口3303人，其中男性1643人，女性1660人（2011年12月31日），人口密度50人/平方公里。